# Rhaphiodon
Rhaphiodon, monotipski biljni rod iz porodice usnatica smješten u podtribus Hyptidinae, dio tribusa Salviae. Opisan je u Flora 27(1): 345. 1844. Jedina vrsta je R. echinus, južnoamerički polugrm, brazilski endem u državama Piauí, Paraíba, Pernambuco, Bahia i Minas Gerais

## Sinonimi
- Hyptis sideritis Mart. ex Benth.; Labiat. Gen. Spec. 97 (1833)
- Lippia echinus (Nees & Mart.) Spreng.; Syst. Veg. 4(2): 351 (1827)
- Mesosphaerum sideritis (Mart. ex Benth.) Kuntze; Revis. Gen. Pl. 2: 527 (1891)
- Zappania echinus Nees & Mart.; Nova Acta Phys.-Med. Acad. Caes. Leop.-Carol. Nat. Cur. 11: 71 (1823)

- R. echinus
- R. echinus
- R. echinus